# Isonomeutis amauropa
Isonomeutis amauropa là một loài bướm đêm thuộc họ Copromorphidae. Nó là loài đặc hữu của New Zealand, nơi nó phân bố rộng rãi. Ấu trùng ăn các côn trùng dưới vở cây như Dacrydium cupressinum. They are light yellowish-pink with a brown head. Pupation takes place in a tough cocoon.